# Háttértár

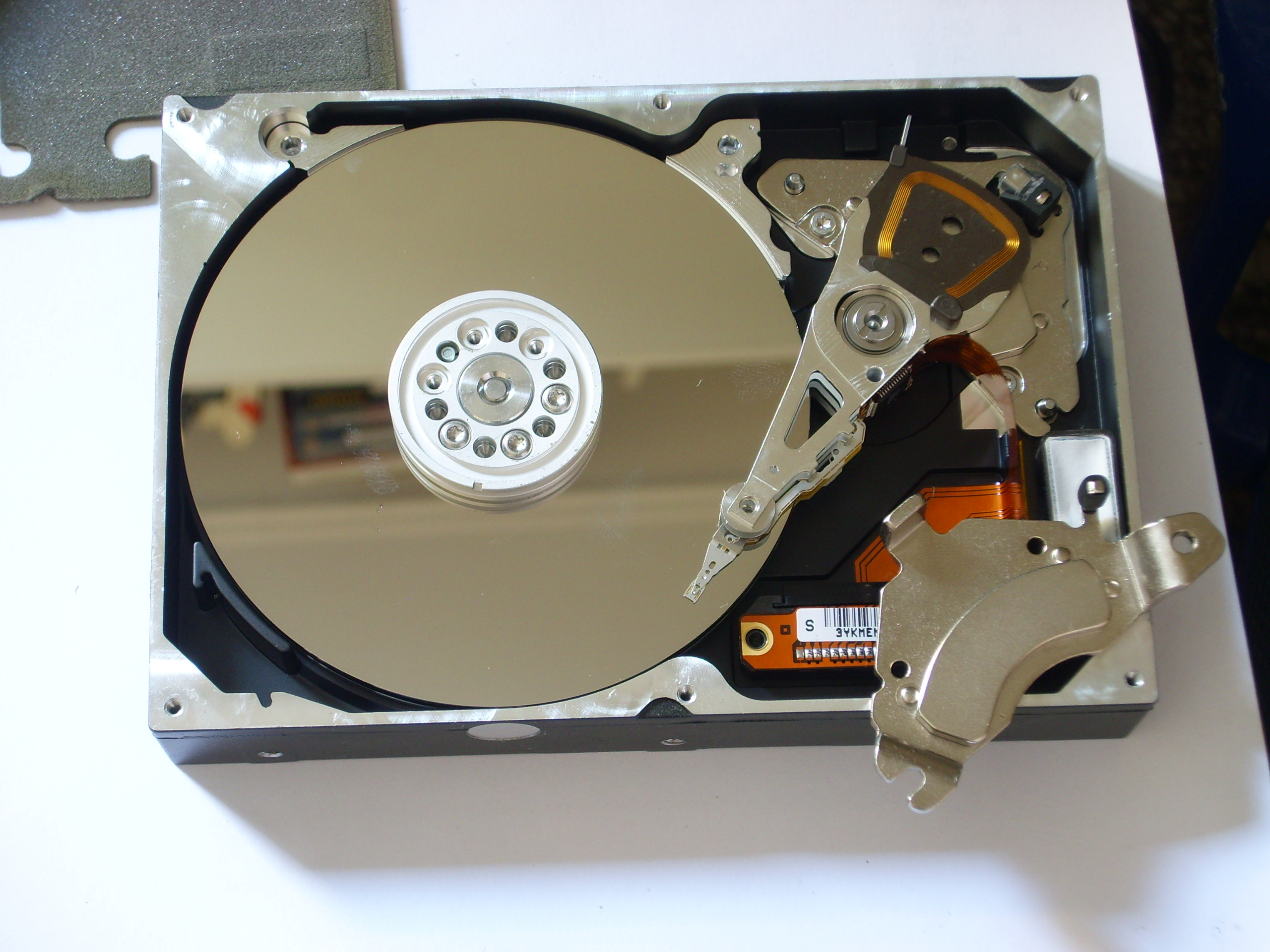
A merevlemez (angolul hard disk drive, rövidítése HDD), olyan háttértároló hardverelem, ami az adatokat kettes számrendszerben ábrázolva, a mágnesezhető réteggel bevont, forgó lemezeken tárolja.

A háttértár olyan számítógépes hardverelem, mely nagy mennyiségű adatot képes (kis költséggel) tárolni, és azokat a számítógép kikapcsolása után is megőrzi. Erre azért van szükség, mert a számítógép műveleti memóriájában csak ideiglenesen lehet adatot tárolni, ennek tartalma a számítógép kikapcsolása után törlődik. A mai számítógépek legtöbbje digitális, azaz számokkal dolgozik, minden adatot (kép, hang, egyéb) számokká alakítva kap meg, így számokat dolgoz fel és azokat kell, hogy eltárolja. A tároló eszközök különböző (mechanikai, mágneses, elektronikus és optikai) elveken tárolják az adatokat.

## Fajtái

### Mágneses tárak

#### Mágnesdob

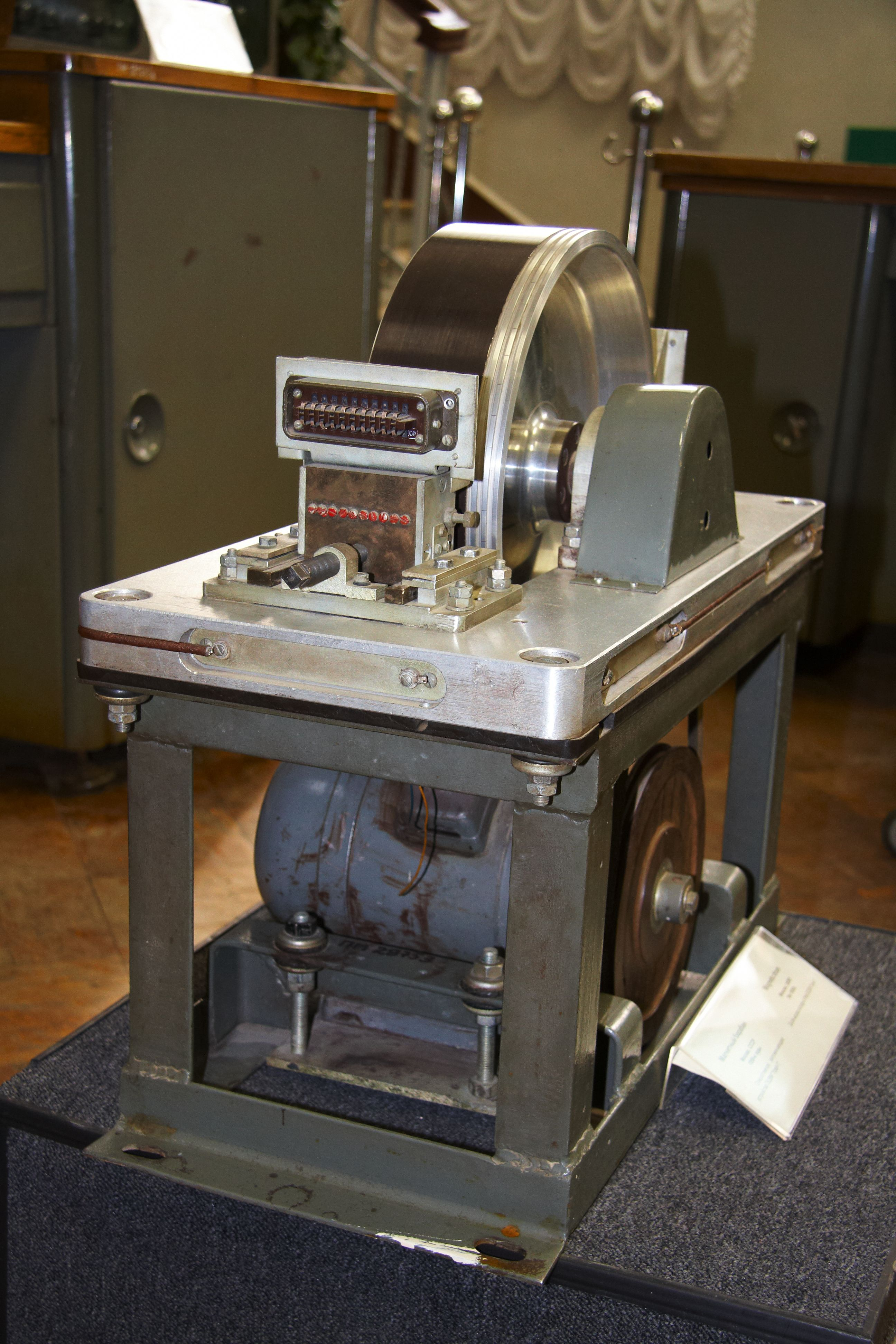
Az Ural számítógépek mágnesdobja

A mágnesdob történelmileg a számítástechnika legrégebbi digitális mágneses tárolója.
A mágnesdobos tárolót, mint mágneses elvű adattároló eszközt, Gustav Tauschek osztrák mérnök és informatikus találta fel Ausztriában, 1932-ben.
1950 és 1960 között ez volt a legelterjedtebb tároló. Ezen tárolták a programokat és a különböző adatokat is. A korai számítógépekben a mágnesdob az elsődleges és a másodlagos tároló szerepét is betöltötte: gyorsasága miatt alkalmas volt operatív tárnak is (ez a mostani gépek RAM memóriájának felel meg), valamint a háttértár szerepét is betölthette.
A mágnesdob egy ferromágneses anyaggal borított fémhenger. Maga a henger nem mágneses anyagból készült, a mágneses réteget a henger felületére vitték fel galvanizálással. A mágnesezhető anyag általában nikkel-kobalt keverék (Ni-Co) volt. A henger egy vízszintes vagy függőleges tengely körül forgott nagy sebességgel. Az adatokat tároló csatornákat (track-eket) a dob felszínén helyezték el, és minden csatornához egy-egy rögzített, a mágneses réteggel nem érintkező olvasó/író fej tartozott. Az olvasófejek rögzítettsége egyébként a mágneslemez és mágnesdob közti alapvető különbség: míg az előbbi esetében a lemez is és az olvasó fej is mozog, az utóbbinál csak a dob forog. Ez a megoldás mágnesdob esetében nagyságrendekkel rövidebb elérési időt biztosított.
Az olvasófejeknél általában kihasználják a légpárna jelenséget, ezt gyakran külön légbefúvással segítik elő, ám a légellenállás és az elektromos zavarok csökkentése céljából a hengert vákuumban vagy légritkított térben is elhelyezhetik.
Az első tömeggyártású számítógép, az IBM 650, körülbelül 8,5 KiB méretű mágnesdob-memóriával rendelkezett, amelyet a későbbi 4-es modellben 17 KiB-ra növeltek.
Az első Magyarországon épített elektronikus számítógép, az M–3 központi memóriájaként is mágnesdobot alkalmaztak, ennek kapacitása 4 KiB volt, 40 db. író-olvasó fejjel rendelkezett, a számítógépben 30 művelet/perc sebességen működött.
A BSD operációs rendszerekben anakronizmusként mind a mai napig fennmaradt a /dev/drum elnevezés (drum = dob), amivel most a virtuális memóriát azonosítjuk.

#### Ferritgyűrűs memória
Áram-járta vezető mágneses tulajdonságait használja ferromágneses anyagok felmágnesezésére, vagy ellenkező áramiránnyal átmágnesezésre. A két különböző állapot  teszi lehetővé az információ tárolást. A felmágnesezett ferritgyűrű mágneses állapotát a tápfeszültség megszűnése után is megtartja, ezért rendszerösszeomlás esetén sem veszítjük a tárolt adatokat.
Az apró, néhány tized milliméteres gyűrűket külön nem rögzítik, azokat keretre feszített huzalokból álló háló tartja. Jellemző sűrűség a négyzet-milliméterenkénti egy gyűrű volt.
Mivel a vasmagok mágneses hiszterézise jelentősen függ a hőmérséklettől, szükséges volt az állandó üzemi hőfok beállítása, a számítógépterem állandó hőmérsékletének biztosítása, hűtése.

#### Mágnesszalag
Analóg adatrögzítési módszerrel analóg jeleket (hang, kép) rögzítünk mint folytonos elektromágneses jeleket a mágneses mező erejét változtatva (hullámokat) a mágnesezett szalagon.
A számítástechnikában a mágnesszalagos adattárolást a háttértárak és archív tárak céljaira alkalmazzák, a mágnesszalag megjelenése óta egészen a jelenkorig. A mágnesszalagos tároló jellemzői a soros (lineáris, szekvenciális) hozzáférés és a viszonylag nagy elérési idő: egy adat elérése a szalag tekercselését is beleszámítva többször tíz másodperc ideig eltarthat, szemben például a mágneslemez milliszekundumos (3 nagyságrenddel kisebb) elérési idejével – amivel a mágneslemez már tetszőleges elérésű tárnak tekinthető. A digitális tárolásra használt mágnesszalagok megjelenési formája az egyszerű szalagtekercs, kazettába szerelt szalagtekercs és a végtelenített szalagtekercs, általában kazettában. A 8 csatornás „Cartridge” rendszerű végtelenített szalagos audiokazetták az 1960-as évek közepén jelentek meg, ezeket is használták néhány egyedi rendszerben digitális adattárolásra.
A „Cartridge” rendszert az 1980-as években kiszorította a kompakt kazetta. A személyi számítógépek korában elterjedt volt a számítógéphez csatlakoztatott kazettás mágnesszalag-egység, amelyben egyszerű audiokazettát használtak a digitális adat tárolására. A nagy- és közepes számítógépes rendszerekben elterjedt a szalagos meghajtó (streamer) egység, amelyet adatmentési és archiválási célokra alkalmaznak.
A digitális mágnesszalagok az adatokat kettes számrendszerben ábrázolva, egy mágnesezhető réteggel bevont, szalagon tárolják.  Az első digitális mágnesszalag 1952-ben került a piacra. Ez a lyukszalag mágneses változatának volt tekinthető. A szalagon 7 csatornán rögzítettek információt (6 csatornán adatot és a 7. csatornán az úgy nevezett paritáskódot.

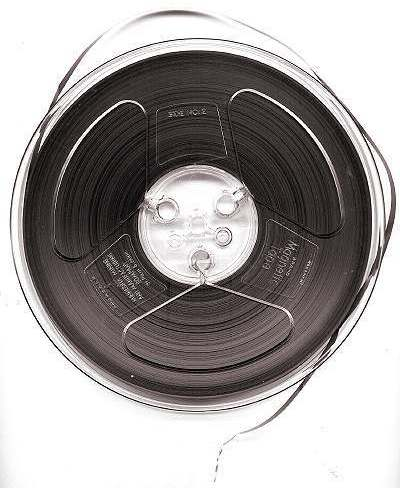
Magnószalag, 1960 (analóg)
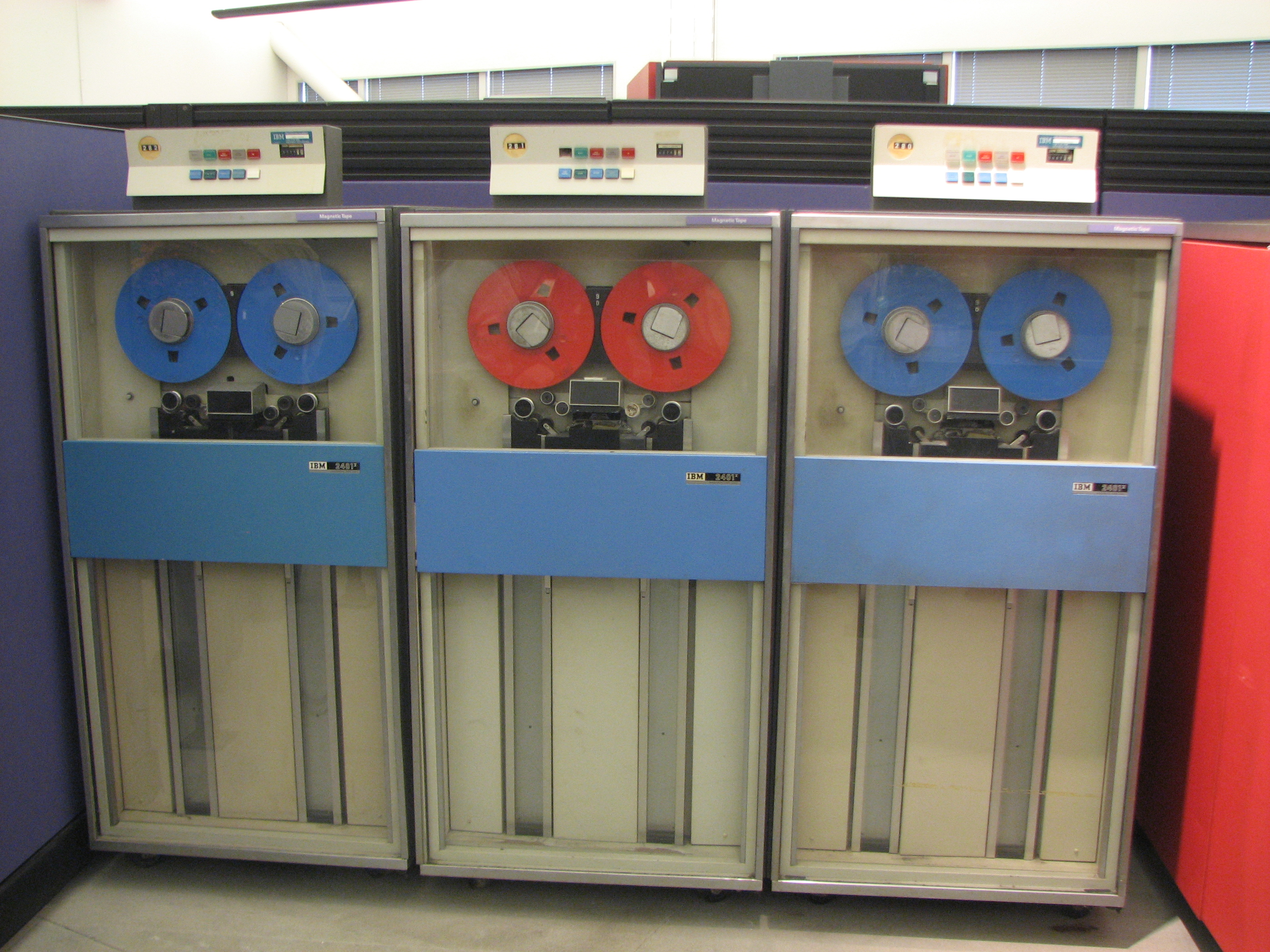
Mágnesszalagos egységek, 1970 (digitális)
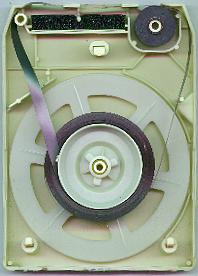
8 csatornás audiokazetta végtelenített szalaggal, belülről. 1960-as – 1980-as évek
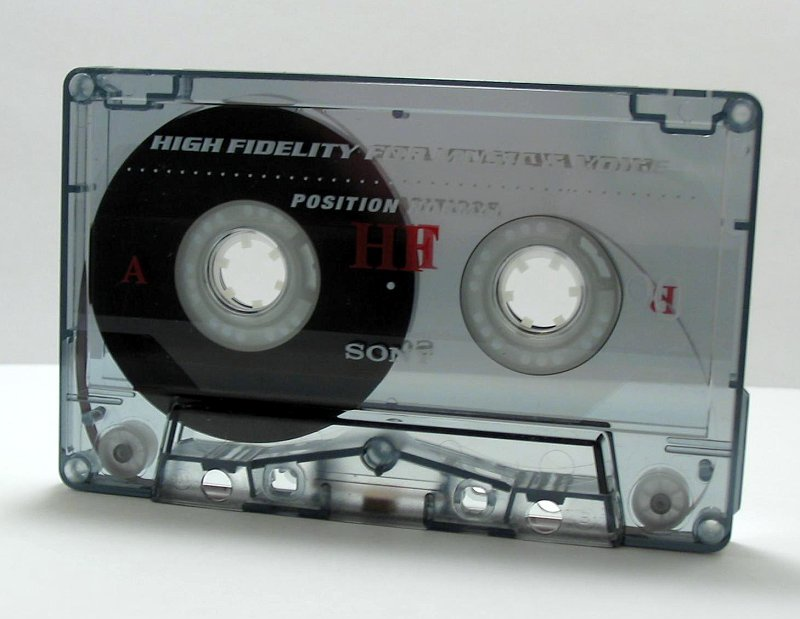
Magnókazetta, 1980 (analóg)
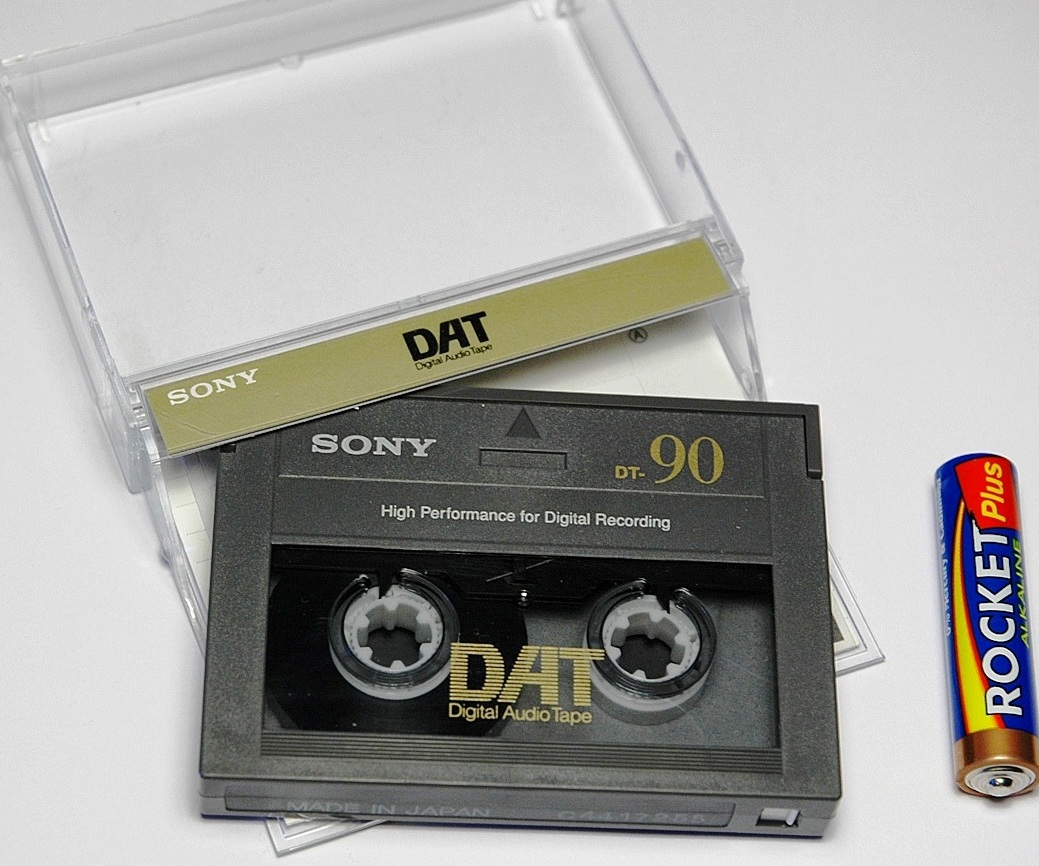
90 perces DAT kazetta, 2005 (digitális)
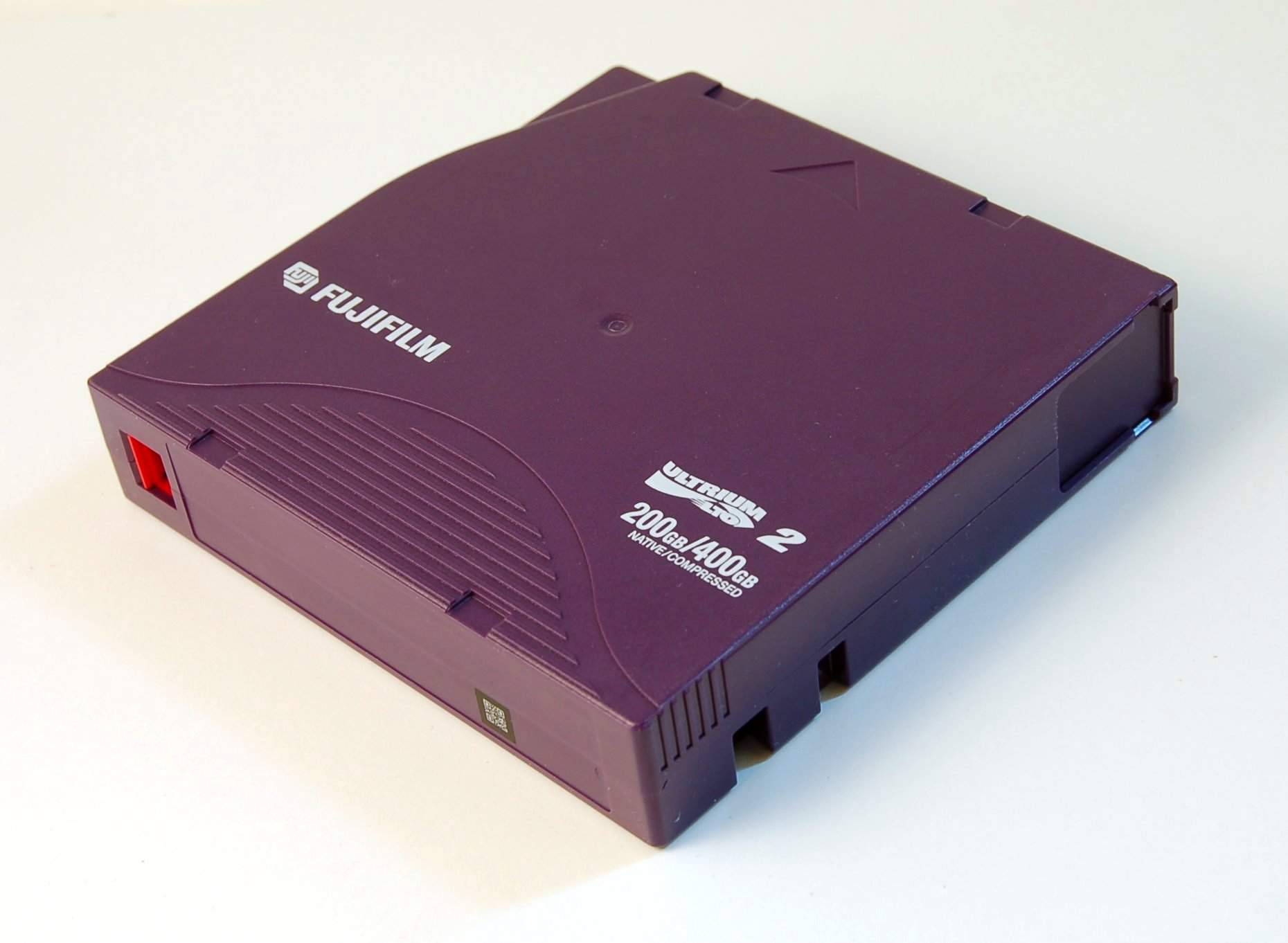
Nagy kapacitású LTO Ultrium 2 cartridge, 2008 (digitális)

#### ZIP lemez
A ZIP lemez tulajdonképpen a 3,5" floppy lemez utódja, amely nem futott be olyan nagy karriert. Rájöttek, hogy a hagyományos 3,5"-es FD (Floppy Disk) 1,44 MB tárkapacitása sokszor kevés. Nagyobb adat archiválásánál egyre többször kellett az adatokat szétdarabolni. Ezt általában tömörítőprogramokkal tették meg. Hosszadalmas folyamat volt ez, és ha hozzávesszük, hogy a floppy milyen könnyen sérült, akkor néha bizony sikertelennek is kell tekintenünk az adatok lementését.
Ezért fejlesztették tovább a floppy-t: a fejlesztés eredménye lett a ZIP lemez, amelyre már kb. 100 MB-nyi adat fért fel. Mivel a floppy elvén működött, így az olvasási, és főleg az írási sebessége ekkora adatmennyiségnél elfogadhatatlanul lassú volt. Sérülékenysége is hasonló volt elődjéhez, nem is beszélve a magas áráról – ezért sem terjedt el széles körben.
Helyét az adatarchiválásban a CD-k vették át, amelyek jóval olcsóbbnak bizonyultak, és az adatátvitel is sokkal gyorsabb volt. A ZIP lemez így gyorsan feledésbe merült.

#### Merevlemez  (winchester)
A  merevlemezes egységben több, egymás felett elhelyezkedő, mágneses réteggel bevont könnyűfém  lemezt helyeznek el. Az adatokat ebben az esetben író-olvasó fej  segítségével lehet elérni, minden lemezhez tartozik egy-egy ilyen fej,  amelyet egy fejmozgató egységre szerelnek fel.  Az állandó sebességgel,  gyorsan forgó lemezektől a fej kis távolságban mozog.  A merevlemezek  zárt külső borítása védi az adatokat tartalmazó lemezeket a külső  mechanikai sérülésektől és szennyeződésektől.  A merevlemezes tárolóban  elhelyezkedő lemezek fizikai felépítése, sávokra, a sávok pedig  szektorokra vannak beosztva.  A merevlemezek nem egy szektort, hanem  egyszerre többet kezelnek.  A több egységből álló szektort klaszternek  nevezzük.  A merevlemezeket a számítógép házába építik be, a hordozható  háttértárolók bármelyik számítógépben felhasználhatóak.
Az első  merevlemezt az IBM angliai Winchester  városa mellett található Hursley-parki laboratóriumában fejlesztették ki, ezért kapta a winchester nevet. Ez  az elnevezés lassan feledésbe merül.

#### Hajlékonylemez  (floppylemez)
A hajlékonylemez egy mindkét oldalán mágnesezhető réteggel ellátott műanyagból készült korong. A külső fizikai behatásoktól egy tok védi meg, aminek a belső oldala a nagyobb méretű lemezeknél filc borítású. A lemezt a használathoz nem kell (és nem is lehet) kivenni a tokjából. Az író-olvasó fejnek és a lemez forgató mechanikának a megfelelő rések ki vannak vágva a tokon.

#### Teljesítménymérés
A tárolók teljesítőképességére jellemző a másodpercben megadott t hozzáférési idő, a bitben kifejezett C kapacitás és a bitenkénti költség K.
A leggyakrabban használt memóriák teljesítőképessége; t – várakozási idő másodpercben, C – a kapacitás bitben, K – a mágnesdobra vonatkoztatott relatív költség
| tároló       | t                                                   | C                                             | K                       |
| ------------ | --------------------------------------------------- | --------------------------------------------- | ----------------------- |
| ferritgyűrűs | {\displaystyle 10^{-6}}…{\displaystyle 10^{-5}}     | {\displaystyle 10^{4}}…{\displaystyle 10^{7}} | 10                      |
| mágnesdob    | {\displaystyle 10^{-3}}…{\displaystyle 10^{-1}}     | {\displaystyle 10^{5}}…{\displaystyle 10^{7}} | 1                       |
| mágneslemez  | 5.{\displaystyle 10^{-2}}…5.{\displaystyle 10^{-1}} | {\displaystyle 10^{7}}…{\displaystyle 10^{9}} | {\displaystyle 10^{-2}} |
| mágnesszalag | 10…500                                              | {\displaystyle 10^{7}}…{\displaystyle 10^{8}} | {\displaystyle 10^{-3}} |

### Optikai tárak
A különböző szabványos CD és DVD lemezek, optikai tárak  1.2 mm vastag 120 mm átmérőjű polikarbonát-lemezek, amelyeket egy nagyon vékony alumíniumréteggel tesznek fényvisszaverővé.
Az adatok tárolása a lemez felületébe égetett vagy nyomott apró lyukacskák (pits) segítségével történik. Ezek a lyukacskák (pits) a lemez közepéből kiinduló spirál mentén kerülnek elhelyezésre. A lemezek tárolókapacitása elsősorban az olvasásra használt lézer fény hullámhosszának a függvénye, minél rövidebb hullámhosszú fényt használunk annál több és kisebb lyukacskát (pits) tudunk elhelyezni egy-egy lemez felszínén. A lemezen található lyukacskák nem közvetlenül jelentenek 0 vagy 1 logikai értéket, hanem  a változásukat felhasználva úgy nevezett NRZi kódolási sémát használnak.

#### Compact  Disc (CD)
Az első CD lemezt 1981-ben a Berlini Rádiótechnikai vásáron mutatták be. A CD lemezen a lemez olvasásánál használt 780 nanométer hullámhosszú közel infravörös lézerfény biztosította felbontásnak megfelelően az információ tárolásra szolgáló lyukacskák (pits) és az nyomok (tracks) közti távolság 1,6  µm. Ez a szabványos CD 12 cm átmérőjű lemezen maximálisan 900 MB információ tárolását teszi lehetővé.
A  CD-lemezeknek, meghajtóknak ma több fajtáját különböztetjük meg. Az  egyik típusa a CD-ROM. Ezeket a lemezeket gyárilag  írják meg, ezután adatokat ráírni, illetve törölni nem lehet róluk. A CD-R  típusú lemezek egyszer írhatók, s írás után már csak olvasni tudjuk a  rajta lévő adatokat. Ilyen lemez írásához CD-író szükséges. A legújabb  CD-k lehetővé teszik azt is, hogy a felírt adatokat letöröljük, s a  lemezeket újraírjuk. Ezek a CD-RW  típusú lemezek, amelyek írásához, törléséhez újraírható CD-meghajtó  szükséges.

#### DVD
Az 1995-ben megjelent DVD lemezek olvasásánál 650 nanométer hullámhosszú vörös lézerfényt használnak. Ennek megfelelően az információ tárolásra szolgáló lyukacskák (pits) és a nyomok (tracks) közti távolságot 0,74  µm-re csökkenthették. Így a DVD lemezek maximális kapacitása 4,7 GB. További újításként bevezették a kétrétegű írást, ennek megfelelően a szabvány méretű lemezek kapacitását 8,5 GB-ra növelték.
Magas  minőségű mozgóképek, filmek tárolására a CD kis tárolókapacitása miatt alkalmatlan, ezért új eszközt fejlesztettek ki, a DVD-t. A DVD lemezeken a  filmeket tömörítve tárolják. Fizikai mérete megegyezik a CD lemez méretével, így a DVD meghajtók alkalmasak CD lemezek kezelésére is. A DVD lemezek fizikai felépítése hasonló a CD lemezekéhez, csak a bemélyedések egymástól való távolsága kisebb, mint a CD lemezeken.  Ezáltal nagyobb az adatsűrűség, s nagyobb tárolókapacitás érhető el.  A DVD lemezeknek létezik egy- és kétoldalas változata is. A CD-hez  hasonlóan itt is van egyszer írható (DVD-R, DVD+) és újraírható (DVD-RW, DVD+RW).

#### Blu-ray
A hagyományos DVD lemezek továbbfejlesztett változata. Lényege, hogy amíg a szabványos DVD lemezek olvasására 650 nanométer hullámhosszúságú vörös fényű lézert használnak, addig ezeket a lemezeket 405 nm hullámhosszú ibolya színű lézer fénnyel lehet írni/olvasni. Így az információ tárolásra szolgáló lyukacskák (pits) és a nyomok (tracks) közti távolság 0,32 µm-re csökkent. Ez adattároláskor közelítőleg 10-szer nagyobb adatsűrűséget jelent.

### Szilárd félvezető áramkörre épülő tárak

#### Pendrive
A  pendrive egy parányi nyomtatott áramkört tartalmaz, a ráerősített  fémcsatlakozóval, általában egy műanyag tokba téve. A csatlakozója a  személyi számítógépeken elterjedt „A típusú” USB  csatlakozó. Önálló áramforrásuk csak akkor van, ha egyéb  szolgáltatással is rendelkeznek, például adatmenyiség-kijelzés vagy  MP3-zenelejátszás, diktafon funkció.

#### CompactFlash
I-es és II-es típusú létezik belőle.

#### SONY Memory stick
(Std/Duo/Pro/MagicGate verzió)

### Papíralapú adattárak

#### Lyukszalag
A lyukszalag egy perforált leginkább papírból készült szalag, amelyet 20. században széleskörűen használtak adattárolásra és adat beviteli eszközként.  A lyukszalagon a lyukak sorban helyezkedtek ezek számának megfelelően beszéltünk 5 illetve 8 csatornás lyukszalagokról. Az információt hordozó lyukak között egy – a szalagot aszimmetrikusan felosztó – apróbb lyuksor is található, mely a mechanikus szalagolvasók esetében a szalag továbbítását segítette. Ezeknek a lyukaknak a segítségével húzza a szalagot egy fogaskerék. Optikai olvasók esetében ezek révén ellenőrizhető, hogy oldalhelyesen van-e a lyukszalag az olvasóba befűzve.

#### Lyukkártya
A lyukkártya vagy Hollerith-kártya olyan adathordozó, elsődlegesen adatbeviteli eszköz, ahol a digitális információt a keménypapírból készült kártyán adott pozícióban meglevő lyukakkal ábrázolják.
Lyukkártyákat, illetve azonos elven működő információtároló eszközöket már a 18. század közepén is használtak az automatizálás és az adatfeldolgozás területén. Ezek célja az ismétlődő folyamatok vezérlése volt. Működési elvük a zenélő dobozok működésén alapul. Ezeknél és hasonló automatáknál egy forgó henger a rajta levő lyukakkal vezérelte a zeneszámok lejátszását vagy mechanikai folyamatokat.
A lyukkártyák írására, vagyis lyukasztására külön gép, a kártyalyukasztó szolgált, de készítettek kézi lyukasztásra szolgáló egyszerű kártyalyukasztókat is. A kártyák beolvasása optikai vagy mechanikus olvasóberendezésekkel történt.

### Egyéb

#### Hanglemez/Gramofonlemez
Az 1980-as években néhány otthoniszámítógép-program elosztására használták. [pontosabban?]